# Eriocottis fuscanella
Eriocottis fuscanella är en fjärilsart som beskrevs av Philipp Christoph Zeller 1847. Eriocottis fuscanella ingår i släktet Eriocottis och familjen Eriocottidae. Inga underarter finns listade i Catalogue of Life.